# Johannes XVII.
Johannes XVII. († 6. November 1003; vorher Giovanni Sicco) war im Jahre 1003 (vermutlich vom 16. Mai bis 6. November) für kurze Zeit Papst.

## Leben
Johannes Sicco wurde im römischen Stadtteil Biberetica geboren. Sein Geburtshaus muss sich in der Nähe der Trajanssäule befunden haben. Über seine Herkunft weiß man nicht viel, lediglich, dass sein Vater ebenfalls Johannes hieß und dass die Familie vermutlich von den Crescentiern abstammte.
Johannes wurde nach dem Tod Silvesters II. von Johannes II. Crescentius am 16. Mai 1003 zum Papst erhoben und war von ihm abhängig. So kam es, dass er von Crescentius gehindert wurde, mit Heinrich II. in Kontakt zu treten, um gute Beziehungen zum ostfränkischen König aufzubauen. Aus seinem Pontifikat ist nur wenig bekannt. Seine bedeutsamste Amtshandlung war die Ernennung von Benedikt zum Missionar und dessen Entsendung nach Polen, denn mit Benedikt begann die Christianisierung der Slawen. Wie alt Johannes bei seinem Tod am 6. November 1003 war, ist nicht bekannt. Es ist eine Grabschrift von 1040 erhalten geblieben, auf der auch drei seiner Verwandten erwähnt werden, die alle ebenfalls hohe Stellungen in der Kirche innehatten. Es handelte sich um einen Bischof, einen Diakon sowie einen Würdenträger der Laterankanzlei.
Im Grunde genommen begann mit ihm die falsche Zählung der Päpste mit dem Namen Johannes. Da aber Gegenpapst Johannes XVI. von dem Vater des Johannes II. Crescentius, Crescentius I. Nomentanus, eingesetzt worden war, galt ihm dieser Papst natürlich als rechtmäßig.